# Rhum Bielle
Pour les articles homonymes, voir Bielle.
Le rhum Bielle est un rhum agricole produit à Grand-Bourg à Marie-Galante en Guadeloupe (France).

## Production
La distillerie produit le rhum blanc agricole Bielle à 50 et 59°. Ainsi que des rhums vieux et des liqueurs.